# Parol că te iubesc
Parol că te iubesc este al patrulea și ultimul album lansat de actorul și cântărețul român Gheorghe Dinică. Repertoriul abordat este de muzică ușoară.

## Lista melodii
1. Parol că te iubesc
2. Sunt vagabontul vieții mele
3. Mica serenadă
4. Și dacă
5. O strângere de mână
6. Astăzi e ziua ta
7. Ții minte
8. Căsuța noastră
9. O strângere de mână (instrumental)